# 溪生角蕨
溪生角蕨（学名：Cornopteris banahaoensis）为蹄盖蕨科角蕨属下的一个种。

## 扩展阅读
- 維基物種上的相關：溪生角蕨